# Маја Мијатовић
Маја Мијатовић (Љубљана, 1966 – Београд, 1991) је била српска глумица и водитељка, сестра певачице Мирјане Мијатовић и ћерка некадашњег председника Југославије Цвијетина Мијатовић и глумице Сибине Мијатовић, и пасторка глумице Мире Ступице. Као и њена сестра била је једна од култних личности новог таласа, а у својој вили организовала журке на које су долазили неки од најутицајних музичара осамдесетих попут Милана Младеновића, Маргите Стефановић, Бојана Печара, Душана Герзића, Соње Савић и других. Данас су обе сестре познате по надимку "Принцезе са Дедиња".  Преминула је 1991. од срчаног удара.

## Каријера
Опробала се као глумица и имала мање улоге у представама "Тетовирано позориште" и "Малоумни журђен" Народног позоришта Сарајево, а такође је водила емисију "Недељно поподне" на ТВ Сарајево. Глумила је у неколико краткометражних филмова.